# Pimelodella kronei
Pimelodella kronei es una especie de pez de la familia Heptapteridae en el orden de los Siluriformes.

## Morfología
Los machos pueden llegar alcanzar los 20,2 cm de longitud total.

## Distribución y hábitat
Es un pez de agua dulce. Se encuentran en la cuenca del río Ribeira de Iguape (Brasil).